# 吳少湘
吴少湘（1957年11月 - ），別名吳贛 ，中國當代雕刻家，現於柏林、北京和奥地利的克恩頓邦三地交替居住。

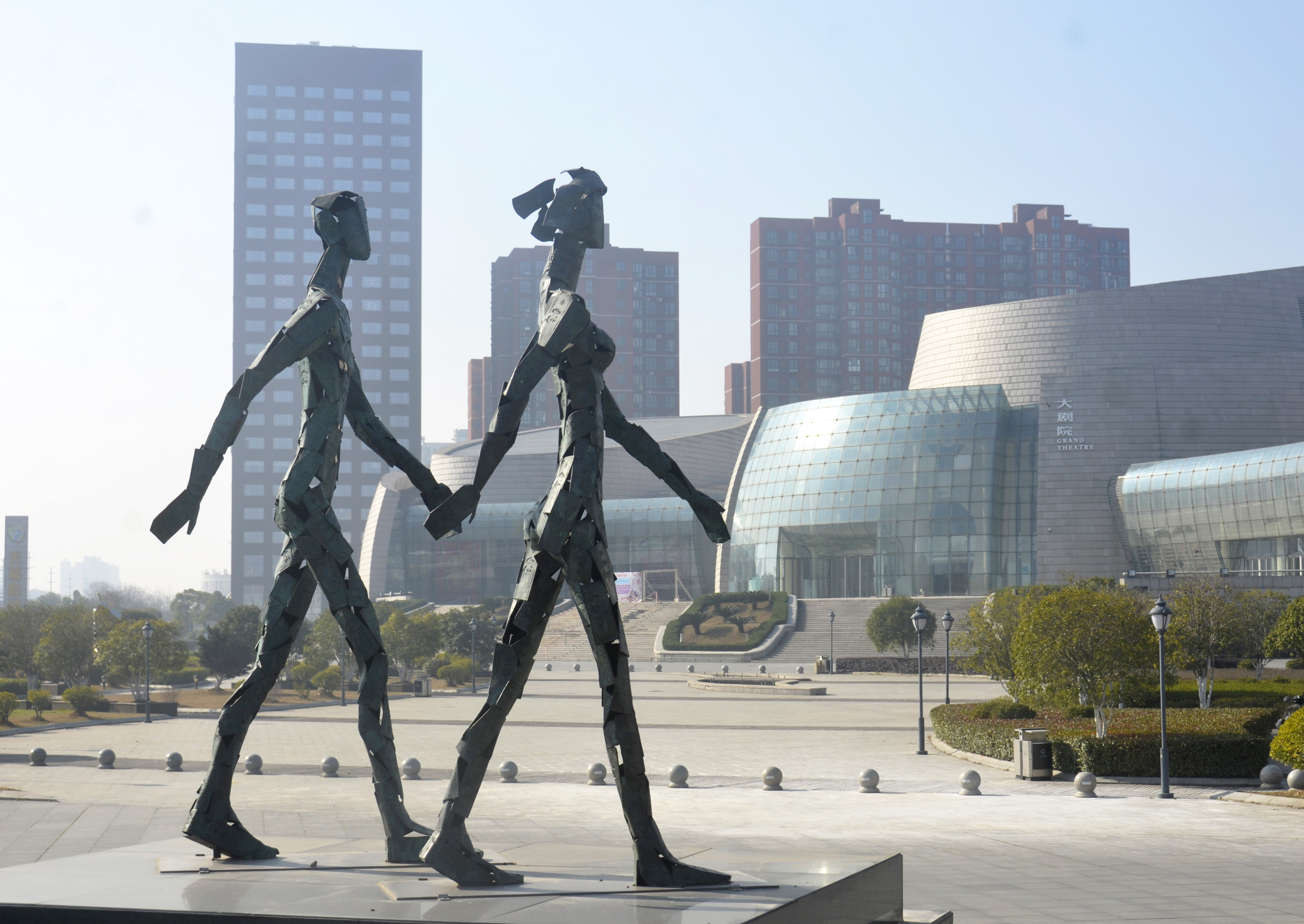
《行走的財富》，2007年，青铜和不銹鋼，宋莊美術館，中国，北京

## 生平
吴少湘出生於中國江西省。正規的學校教育他只接受到十二歲為止。其後被送去農場做鋪磚、鋸木等工作。吳待至二十一歲才開始他的雕塑生涯。
1978年至1982年，吳在景德鎮陶瓷大學學習雕塑。跟著到北京的中國設計協會工作了兩年。
1984至1987年期間，他再次回到校園。這次，他到當時的中央藝術與設計學院（現為清華大學轄下中央美術學院），在雕塑家鄭可教授的指導下，攻讀研究生課程。在獲得碩士學位後，他在該學院擔任講師工作。
作為中國上世紀八十年代新潮美術運動的重要人物，吳獲得了北京市頒發的獎學金，並被當時最重要的一本美術雜誌選為「十大最具影響力的中國先鋒藝術家」之一。新潮美術運動背後的目的，是在面對西方文化的日益增加的影響下，通過勇敢的實驗來嘗試將中國傳統藝術融入現代世界。1988年，吳在中國美術館舉辦了第一次大型個展。同年，他成為第一位被允許在歐洲公共場所放置雕塑 （作品《静思》）的現代中國藝術家。
1989年，在六四事年發生後兩天，吳在奧地利大使館的幫助下離開了中國。他也是雕塑家的妻子蔣朔和他們的兒子在奧地利定居。
1993年，吳獲奧地利公民身份。同年，出版了一本關於他在抵達歐洲後的雕塑作品的書。
1996年，在治癒癌症後，他與妻子在卡林西亞建立了一個新的工作室，並寫了自傳體小說《太陽的影子》。
2006年，他在北京設立了一個工作室。稍後他發表了《雕塑藝術》，成為中國大學的教科書。
自2008年以來，他成為上海復旦大學美術學院的客座教授。
2012年，吳在柏林開設了一家工作室。
2017年，他成為天津美術學院的客座教授。

## 早期作品
吳少湘的作品首先通過幾個現代抽象雕塑引起了公眾的注意，這些雕塑被放在北京公園，中國藝術協會劇院和中國科學院等多個地方展示。在他作為雕塑家的早期階段，吳受到西方現代主義的影響。他在20世紀80年代中期創作的「Outcry系列」類似於 Arp 和 Brâncuși 等雕塑家的風格表現，以及 Duchampe 的諷刺雕塑和中國印象派的藝術方法。當時人們注意到這個系列對女性身體的抽象表現以及性意識的表現。它主要由鑄銅製成，經過拋光處理，降低了材料的強度，營造出光滑亮麗的觸感。這些作品表明中國缺乏對性主題的探索，使吳在當時成為藝術先驅。

## 後期作品
在國外生活讓吳更熟悉藝術與商業的關係，亦目睹了全球化對藝術的不利影響。吳看到了他所尊重的藝術家的作品，被複製在各類型的消費品上，作為精神活動的藝術終淪為商品流通本身。

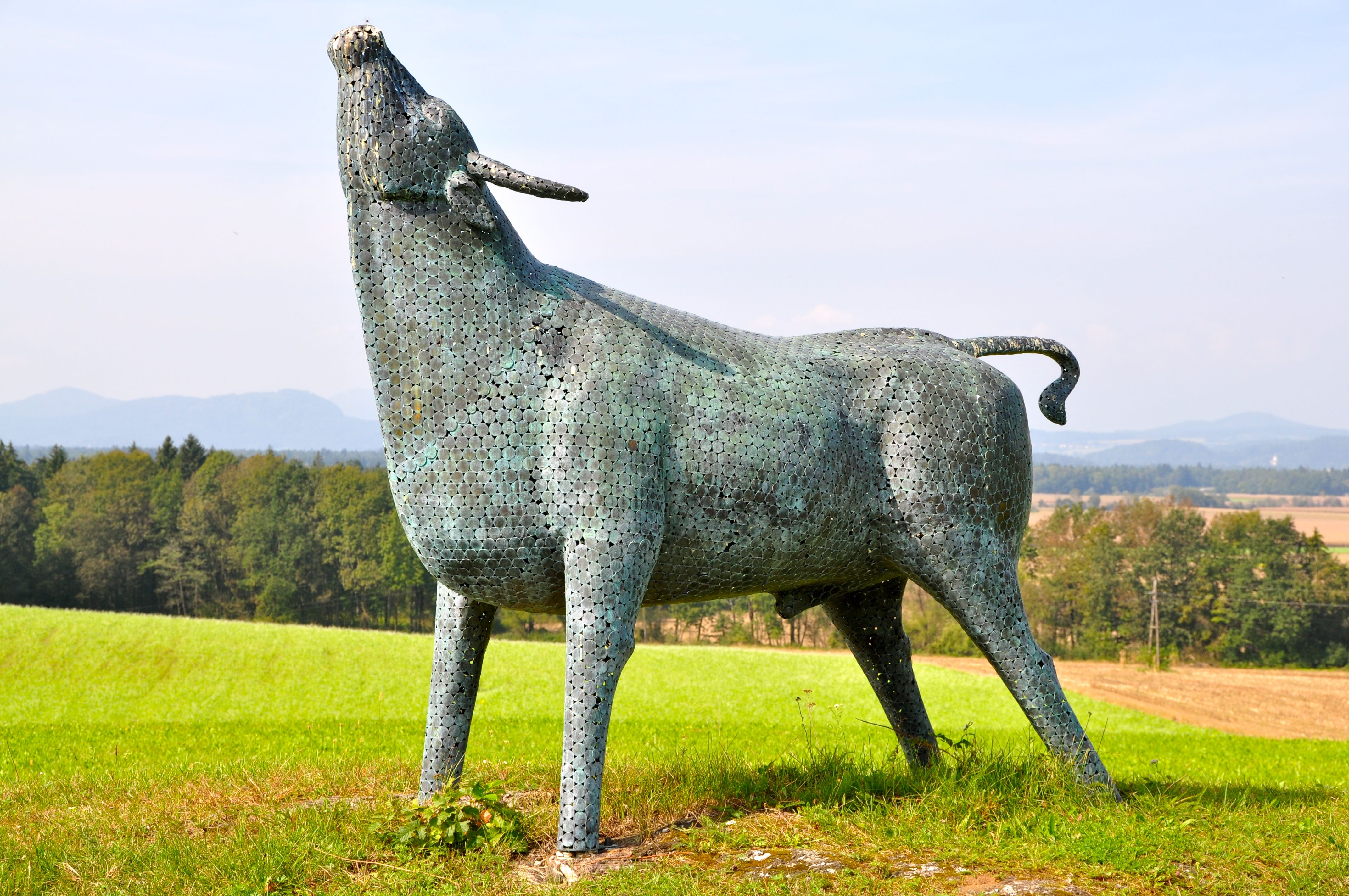
《幣之牛》, Schloss Pakein, 格拉芬施泰因, 克恩顿州, 奥地利

1991年，吳少湘創作了他的《硬幣系列》，在那裡他用硬幣作為塑造的媒介。他第一個「硬幣」作品是由四萬五千個奧地利先令硬幣組成的《蘋果》，也是世界上第一個也是最大的硬幣雕塑，於1995年被列入吉尼斯世界記錄大全，現被維也納奧地利國家銀行收藏。他亦用硬幣來演繹西方和中國的主題，包括毛澤東，鄧小平，比爾蓋茨，希臘愛情女神維納斯，麥當勞的標誌，以及一罐可口可樂。這些作品形成吳在國際藝術舞台上的個人標識。
在《行走的財富》系列中，吳探索財富和現代消費文化的主題，這次使用了一種新的創新雕塑表現形式 - 用銅鑄美鈔製成的真人大小的人物雕像。在他的世界中：「發明可以使人類擺脫物理限制，但也會導致意想不到的新限制。貨幣就是這樣：它是為促進貿易而發明的，但它最終主導了人們的行為和思想。可以使用硬幣作為一種雕塑的普通的材料，就如石頭，木頭或金屬一樣。」金錢的想法 - 由他使用的硬幣和紙幣的作品呈現 - 在他的腦海中完全不符合藝術的實際價值。
他的雕塑作品《I Love M》於2007年完成，毛主席的半身像鑲在有麥當勞標誌的底座上，借指他在文化大革命期間的童年的同時，亦點出資本主義的無處不在及政治人物隨著時間的推移成為符號的方式。